# X Horologii
X Horologii är en halvregelbunden variabel av SRA-typ i stjärnbilden Pendeluret. 
Stjärnan varierar mellan visuell magnitud +8,24 och 10,65 med en period av 283 dygn.